# محوطه کهریز
محوطه کهریز مربوط به دوره هخامنشی - دوره اشکانیان است و در شهرستان کرمانشاه، بخش مرکزی، دهستان میان دربند، حدود ۲ کیلومتری شمال روستای کهریز واقع شده و این اثر در تاریخ ۱۸ اسفند ۱۳۸۷ با شمارهٔ ثبت ۲۴۸۴۲ به‌عنوان یکی از آثار ملی ایران به ثبت رسیده است.